# Malik Jalal al-Din Mahmud
Jalal al-Din Mahmud (+ 1352) fou malik mihrabànida de Sistan de 1350 a 1352. Era fill de Malik Rukn al-Din Mahmud.
Va pujar al tron en una conspiració que va enderrocar al malik Taj al-Din ibn Qutb al-Din el 1350. Aviat van esclatar diferències entre els conspiradors, i els conflictes van portar a la lluita oberta. Al cap d'uns dos anys de govern Jalal al-Din va ser mort a Taq. El va succeir el seu germà Izz al-Din.